# Christine Lorne
Christine Elisabeth Lorne, född 20 juni 1982 i Nacka, är en svensk sjuksköterska och regionråd (Centerpartist) i Region Stockholm sedan oktober 2022. Hon avlade sjuksköterskeexamen vid Sophiahemmet. Hon är region Stockholms första primärvårdsregionråd och det första kvinnliga regionrådet för Centerpartiet i region Stockholm.

## Uppväxt och utbildning
Christine Lorne föddes i Nacka, där hon växte upp med föräldrar och en äldre syster. Hon har studerat vid Sophiahemmets högskola i sjuksköterskeprogrammet. Hon var aktiv som ordförande i studentkåren under studietiden och avlade sjuksköterskeexamen vid 21 års ålder. Efter utbildningen började hon arbeta som ambulanssjuksköterska, samtidigt som hon genomförde sin specialistutbildning som anestesisjuksköterska.

## Politisk karriär
Christine gick med i Centerpartiet i Nacka efter valet 2010 och blev aktiv lokalt i kommunpolitiken och i region Stockholm.[källa behövs]
Efter valet 2018 blev Lorne sjukvårdspolitisk talesperson för Centerpartiet i region Stockholm och satt bland annat i hälso- och sjukvårdsnämnden.[källa behövs]
I samband med valet 2022 blev Christine Lorne ett av två regionråd för Centerpartiet, tillsammans med gruppledare Gustav Hemming. I förhandlingarna fick Centerpartiet igenom att en ny nämnd skulle instiftas, primärvårdsnämnden, där Lorne blev regionråd och regionens första primärvårdsregionråd.